# 塚谷睆子
塚谷 睆子（つかたに あきこ）は、高齢者福祉の分野で活動する日本の社会事業家。NPO法人エイジコンサーン・ジャパン代表理事。

## 経歴
関西学院大学英文科卒業。カナダ サイモンフレーザー大学留学。英国総領事館建設・環境担当商務官（2004年4月定年退職）。
1996年、D勲章受章（英国産業界、貿易産業省、外務省輸出振興に対する授与、世界で5名のうちただ一人の女性）。2001年、英国王室大英勲章受章。2004年11月、NPO法人エイジコンサーン・ジャパン設立（英国総領事館支援）。英国Age Concernとの連携により日本で高齢化、若年層への支援、活動を基本とし独自の展開を行っている。

## 人物
高齢者の生き方として国連が制定した「自立、参加、介護、自己実現、尊厳」となる基盤を踏まえ、経済的にも自立し、健康で生きがいをもって平和に暮らすことができるシステムの構築を社会へ提案していくことを目指している。
また、LL（Late Life）を生きる世代層を横糸に、夢中で日々の生活を送っている世代、すなわち、EL（Early Life）世代を縦糸に社会の未来像を織り込んだ社会システムの設計図をつくり、社会へ提示するとともにその実現を目指している。

## 活動
- 高齢者福祉、社会問題に取り組むNPO法人エイジコンサーン・ジャパンの代表理事として、高齢化社会における自立支援、社会参加促進、介護、自己実現、尊厳の保持など、高齢者のQOL向上のための活動を推進。
- 英国のエイジコンサーンとの連携により、高齢者支援の国際的なネットワークを構築。
- 高齢者だけでなく、若年層への支援にも力を入れている。

## 受賞歴
- 1996年 D勲章
- 2001年 大英勲章